# Paul Van Stalle
Paul Van Stalle (1908-1995) est un homme de théâtre belge. Il est, avec Joris d'Hanswyck, l'auteur de la comédie en trois actes Bossemans et Coppenolle en 1938, renommée pour ses expressions typiquement bruxelloises qui mettent en valeur la culture populaire de Bruxelles et la zwanze. Il dirige successivement le Théâtre des Capucines, (devenu plus tard Studio Arenberg), puis du Vaudeville et de l'Alhambra.  Il compose des sketches, écrit des paroles de chansons comiques, des vaudevilles, des opérettes. Il  est le premier auteur belge joué plus de mille fois consécutives à Paris avec « Les surprises d’une nuit de noces »,.

## Biographie
Au cours des années 1920, il suit des études secondaires à l'Institut Saint-Boniface Parnasse à Ixelles, époque à laquelle il rejoint la troupe scoute du collège et fait la rencontre d'Hergé avec lequel il se lie d'amitié.
Après ses études, il entre dans la vie théâtrale auprès de son père, gendre de Frantz Fonson, fondateur du Théâtre du Vaudeville,,. 
Successivement directeur du Théâtre des Capucines, puis du Théâtre du Vaudeville, et de l'Alhambra qui accueille des artistes internationaux comme Laurel et Hardy (1947), Joséphine Baker, Charles Trenet, Mistinguett, Alibert, Tino Rossi, Édith Piaf, Jeannette Mac Donald, Maurice Chevalier, André Dassary ou encore Yves Montand,,,,,.
En dehors du théâtre, Paul Van Stalle organise aussi des combats de boxe, des tours de chant et des matinées enfantines. Passionné de sports hippiques, il  possède également une écurie de 80 chevaux.
Il arrête sa carrière dans le domaine du spectacle en 1961.
Il meurt le 24 janvier 1995.

## Théâtre
Paul Van Stalle et Joris d'Hanswyck collaborent ensemble à cinq vaudevilles : « Rien qu'une Nuit » en 1935, « L'Homme qui fut tué deux fois » en 1937, « Bossemans et Coppenolle » en 1938, « Le pensionnat Deschaussettes » en 1939 et « Cavalcade d’humour » en 1940. 
Dans « Bossemans et Coppenolle » il résume l'histoire comme une parodie bruxelloise de Roméo et Juliette, les Capulet étant les Molenbeekois et les Montaigu, les Saint-Gillois. 
Paul Van Stalle a écrit plus de vingt pièces, revues et opérettes. 
- 1951 : Occupe-toi d'mon minimum de Paul Van Stalle, mise en scène Jean de Letraz, Théâtre du Palais-Royal